# USS LST-1122
O USS LST-1122 foi um navio de guerra norte-americano da classe LST que operou durante a Segunda Guerra Mundial.